# Gambirono
Gambirono is een bestuurslaag in het regentschap Jember van de provincie Oost-Java, Indonesië. Gambirono telt 12.610 inwoners (volkstelling 2010).